# 贝希霍芬
贝希霍芬是德国莱茵兰-普法尔茨州的一个市镇。总面积6.59平方公里，总人口2141人，其中男性1035人，女性1106人（2011年12月31日），人口密度325人/平方公里。

## 友好城市
- 法國 勒布朗